# Marie-salope
Pour les articles homonymes, voir Marie et Salope.

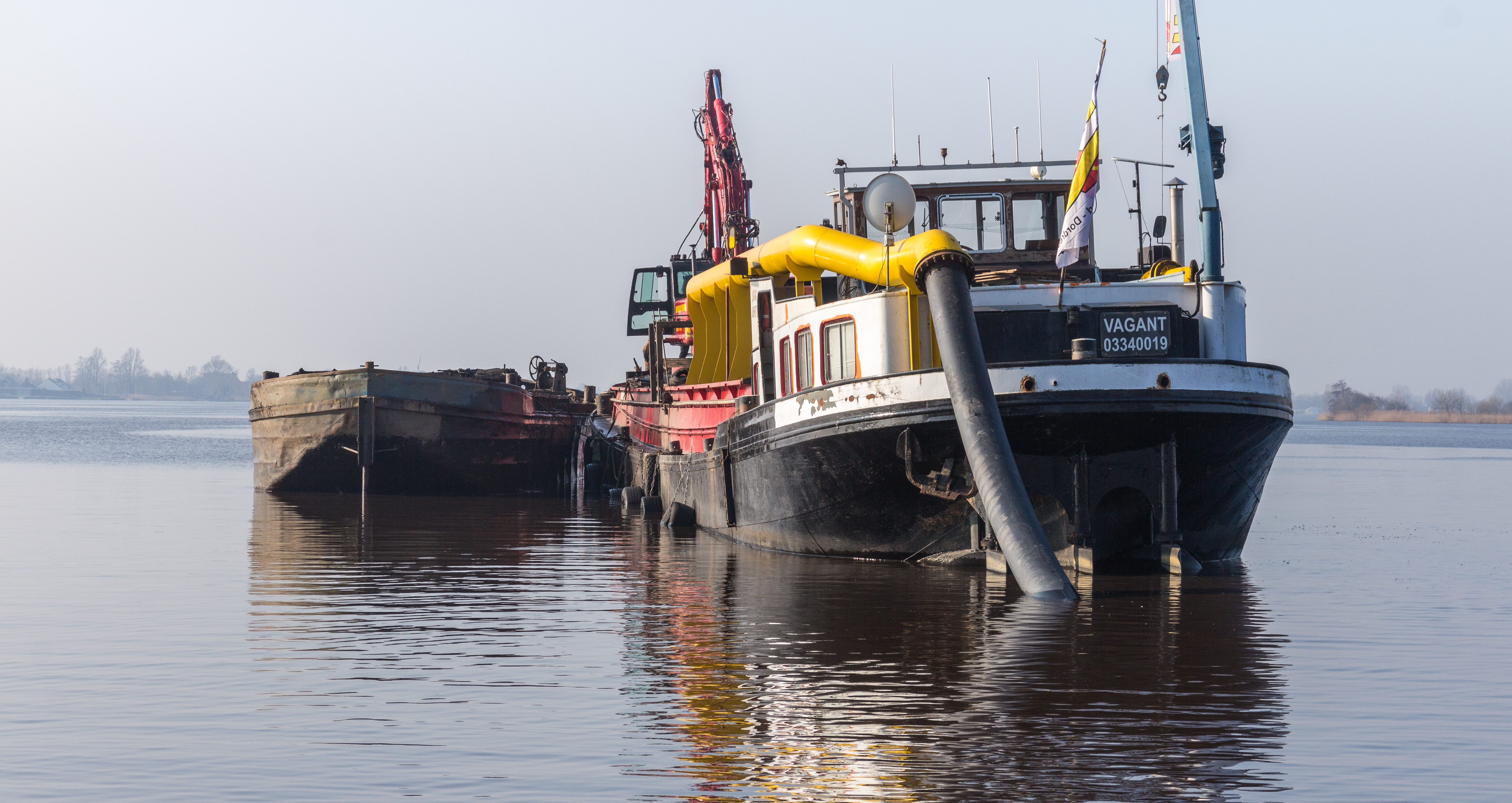
Une drague aspiratrice et sa marie-salope.

Une marie-salope est un chaland destiné à recevoir les vases et sables extraits par dragage.
Le mot a vieilli depuis le XIXe siècle au sens de « femme malpropre » ou de « prostituée ».

## Usage
En général, le chargement s'effectue depuis une drague à disque désagrégateur ou depuis une drague à godets, le long de laquelle la marie-salope vient s'amarrer. Lorsque la marie-salope est pleine, elle est emmenée pour être déchargée, soit à quai par le dessus (benne preneuse ou roue à rochets) soit par ouverture du fond par le bas dans une zone de dépotage.